# Withius laysanensis
Withius laysanensis es una especie de arácnido del orden Pseudoscorpionida de la familia Withiidae.

## Distribución geográfica
Se encuentra en Hawái.